# Glischropus javanus
Glischropus javanus es una especie de murciélago de la familia Vespertilionidae.

## Distribución geográfica
Endêmica de Indonesia, descrito por dos ejemplares recogidos en el monte Pangeango en Java occidental.